# Wojewodowie witebscy
Wojewodowie województwa witebskiego Wielkiego Księstwa Litewskiego i I Rzeczypospolitej.
- Iwan Semenowicz Sapieha 1511–1514
- Janusz Stankowicz Kostewicz 1514–1520
- Iwan Bohdanowicz Sapieha 1520–1528
- Jan Hlebowicz 1528–1532
- Piotr Kiszka 1518–1550
- Maciej Kłoczko(inne języki) 1532–1542
- Jerzy Nasiłowski(inne języki) 1542–1544
- Stanisław Kiszka(inne języki) 1544–1554
- Grzegorz Chodkiewicz 1554–1555
- Stefan Andrejewicz Zbaraski 1555–1564
- Stanisław Mikołajewicz Pac 1566–1588
- Mikołaj Pawłowicz Sapieha 1588–1599
- Jan Janowicz Zawisza 1599–1626
- Samuel Szymon Sanguszko 1626–1638
- Jan Wojciech Rakowski 1638–1639
- Krzysztof Kiszka 1639–1646[1]
- Paweł Jan Sapieha 1646–1656
- Władysław Wołłowicz 1656–1668
- Jan Antoni Chrapowicki 1669–1685
- Leonard Gabriel Pociej 1686–1695[2]
- Andrzej Kazimierz Kryszpin-Kirszensztein 1695–1704
- Kazimierz Aleksander Pociej 1705–1728
- Marcjan Michał Ogiński 1730–1750
- Józef Antoni Sołłohub 1752–1781
- Józef Prozor 1781–1787
- Michał Kossakowski 1787–1793